# ويليام إتش وارد
ويليام إتش وارد (بالإنجليزية: William H. Ward)‏ هو ضابط أمريكي، ولد في 9 ديسمبر 1840 في أدريان في الولايات المتحدة، وتوفي في 11 أبريل 1927.